# 開高道子
開高 道子（かいこう みちこ、1952年7月14日 - 1994年6月22日）は、日本のエッセイスト。開高健の娘。

## 経歴
開高健・牧羊子の長女として大阪府に生まれる。慶應義塾中等部、慶應義塾女子高等学校、慶應義塾大学文学部仏文学専攻を経て、慶應義塾大学大学院文学研究科仏文学専攻修士課程を修了。20歳頃からエッセイストとして活動したが、父が1989年に死去した5年後、東海道本線茅ヶ崎の踏切で亡くなる。自宅近くの踏切の遮断機をくぐって線路に入り、東京発沼津行きの普通電車に轢かれ即死というもので、遺書などはなく、牧は最後まで「事故死」を主張したが、状況証拠の多くから自殺だったとされている。

## 著書
- 『マイノート・クッキング4』鎌倉書房 1981年
  - 『おしゃれサラダ』新潮文庫 1986年5月 ISBN 4101470014 ※『マイノート・クッキング4』を新編したもの
- 『不思議のエッセー』新潮社 1983年8月 ISBN 4103478012
- 『ジャムの壷から跳びだして』角川書店 1985年3月 ISBN 4048831739
  - 『ジャムの壷から跳びだして』集英社文庫 1995年10月 ISBN 4087483975
- 『風説食べる人たち』新潮社 1985年10月 ISBN 4103478020
  - 『風説食べる人たち』集英社文庫 1995年3月 ISBN 4087483185
- 『絵のある博物館』保育社〈カラーブックス〉 1986年7月 ISBN 458650711X
- 『父開高健から学んだこと』文藝春秋 1994年12月 ISBN 4163497102

## 翻訳
- ジョン・フィッシャー『アリスの国の不思議なお料理』文化出版局 1978年8月 ISBN 4579200675
  - ジョン・フィッシャー『アリスの国の不思議なお料理』新潮文庫 1983年 ISBN 4102198016
  - ジョン・フィッシャー『アリスの国の不思議なお料理』 ベストセラーズ 2004年 ISBN 4584188270
  - ジョン・フィッシャー『アリスの国の不思議なお料理』河出書房新社 2015年 ISBN 4309285287